# Aurora (Zuid-Afrika)
Aurora is een dorp met 578 inwoners, in de Zuid-Afrikaanse provincie West-Kaap. Aurora behoort tot de gemeente Bergrivier dat onderdeel van het district Weskus is.

## Subplaatsen
Het nationaal instituut voor de statistiek, Stats SA, deelt sinds de census 2011 deze hoofdplaats in in zogenaamde subplaatsen (sub place), c.q. slechts één subplaats:
Aurora SP.